# 刺激! VISUAL SHOCK Vol. 2
『刺激! VISUAL SHOCK Vol. 2』（しげき ヴィジュアル・ショック・ヴォリューム・2）は日本のロックバンドXのビデオ。1989年に発表。

## 概要
- 全国でのライブの模様や海外での活動を収めた作品（ライブ音源とスタジオ音源の両方が使用されている）。

## 収録曲
1. VANISHING LOVE（ライブ音源）
2. XCLAMATION（スタジオ音源）
3. 紅（ライブ音源）
4. CELEBRATION（スタジオ音源）
5. ROSE OF PAIN（スタジオ音源）
6. BLUE BLOOD（スタジオ音源）
7. オルガスム（スタジオ音源）
8. X（ライブ音源）
9. ENDLESS RAIN（スタジオ音源）
10. UNFINISHED（スタジオ音源）